# Juncus chiapasensis
Juncus chiapasensis là một loài thực vật có hoa trong họ Juncaceae. Loài này được Balslev mô tả khoa học đầu tiên năm 1988.